# 風見学園新聞部
『風見学園新聞部』（かざみがくえんしんぶんぶ）は、2012年2月2日から2013年4月25日までHiBiKi Radio Stationで放送されていたラジオ番組である。パーソナリティは『D.C.III 〜ダ・カーポIII〜』でヒロイン役を担当する新田恵海、宮崎羽衣、佐々木未来、桜咲千依、海保えりか。リスナーの呼び方は「部員ネーム」。

## 概要
『D.C.III 〜ダ・カーポIII〜』のインターネットラジオ番組。2012年1月5日に全員が参加したプレ放送（第0回）が配信され、2月2日から通常回の配信が開始された。新田がメインパーソナリティを務め、宮崎、佐々木、桜咲、海保の4人から交代で毎回2人がサブパーソナリティを務めた。
2012年9月26日に『風見学園新聞部 ラジオCD vol.1』が発売されたのを記念して、同年10月2日に秋葉原のグッドスマイル&カラオケの鉄人カフェで公開録音イベントが開催された。公録の模様は第37回と第38回で配信された。

## 番組内容

### コーナー
今週のトップニュース！
パーソナリティ、リスナーの出来事を紹介するコーナー。
私達にまかせてねっ！
悩み解決コーナー。人生相談。
とことん紹介！風見学園新聞部！
担当するキャラクターになりきって、風見学園新聞部を寸劇で紹介するコーナー。
ニュースをつくろう！
パーソナリティ3人がじゃんけんで審判と対決する2人に分かれて対決を行う。審判が勝敗を決め、敗者は罰ゲームを受ける。対決方法と罰ゲームはリスナーから募集された。5人全員が参加した公開録音では会場のリスナーが審判を務め、勝ち抜けトーナメント方式で争われた（じゃんけんが強い新田がシード枠）。
D.C.III情報コーナー
『D.C.III 〜ダ・カーポIII〜』に関する最新情報を紹介するコーナー。
ふつおた
普通のお便りを紹介するコーナー。

### ゲスト
- 第13回・第14回（2012年4月26日・5月3日） - tororo
- 第22回（2012年6月28日） - tororo、yozuca*、rino

## ラジオCD
各巻とも通常配信回の収録に加えて、新規録りおろし特別盤が付属する。
| 巻数 | タイトル                      | 発売日        | 収録回    | 規格品番  |
| ---- | ----------------------------- | ------------- | --------- | --------- |
| 1    | 風見学園新聞部 ラジオCD vol.1 | 2012年9月26日 | 第00-11回 | DCKZ-0001 |
| 2    | 風見学園新聞部 ラジオCD vol.2 | 2013年7月10日 | 第12-23回 | DCKZ-0002 |
| 3    | 風見学園新聞部 ラジオCD vol.3 | 2013年8月28日 | 第24-35回 | DCKZ-0003 |